# Roy Evans
Roy Quintin Echlin Evans, né le 4 octobre 1948 à Bootle, Sefton, est un footballeur anglais qui a aussi officié au poste d'entraîneur. 

## Biographie
Evans commence dans les rangs de Liverpool en tant que joueur, dans les années 1960 et années 1970. Après 9 matchs en 8 ans chez les Reds, Bill Shankly lui conseille de devenir entraîneur. Il a alors 26 ans. 
Il travaille alors avec les différents managers de Liverpool jusqu'en 1994 où il prend lui-même la direction de l'équipe première après le départ de Graeme Souness.
Avec Roy Evans, Liverpool remporte la League Cup 1995. Cependant après quatre ans de disette en Premier League et le manque de discipline des hommes de l'anglais, Liverpool engage en 1998 le français Gérard Houllier pour coentraîner les Reds. Cependant cet arrangement ne fonctionne pas et Evans quitte le banc  quelques mois plus tard. 
Evans connaîtra le même échec lors de court passage à Fulham FC et Swindon Town. 
En 2004 il devient l'assistant du sélectionneur du Pays de Galles, John Toshack, et en 2007 celui de Brian Carey, le manager de Wrexham AFC. Après la relégation du club en League Two Evans prend le poste de manager de Wrexham. 
En 2005 il est nommé Membre de l'Ordre de l'Empire britannique pour son engagement en tant qu'entraîneur. Il commente aussi les matchs de Liverpool pour la radio du club.